# 袁新华
袁新华（1956年6月—），湖南长沙人。女，汉族。1973年5月参加工作，1978年2月加入中国共产党。长沙铁道学院外语系法语专业毕业，中南林学院生态学专业在职研究生学历，理学博士。
历任湖南省外事办公室国际旅游处科长；张家界琵琶溪宾馆任总经理；武陵源区政府副区长兼张家界森林公园管理处副处长；湖南省旅游局市场开发处处长、办公室主任、政策法规处处长、副局长、党组副书记、局长等职。2008年6月，任中共湖南省委副秘书长，同年7月兼韶山管理局党委书记。2010年1月，改任省委组织部副部长。2014年2月，当选湖南省政协秘书长。2016年1月，当选湖南省政协副主席。2017年1月，辞去湖南省政协秘书长职务。